# Жезава (гміна)
Гміна Жезава (пол. Gmina Rzezawa) — сільська гміна у південній Польщі. Належить до Бохенського повіту Малопольського воєводства.
Станом на 31 грудня 2011 у гміні проживало 10995 осіб.

## Площа
Згідно з даними за 2007 рік площа гміни становила 85.48 км², у тому числі:
- орні землі: 67.00%
- ліси: 27.00%

Таким чином, площа гміни становить 13.54% площі повіту.

## Населення
Станом на 31 грудня 2011:
| Опис     | Загалом | Загалом | Чоловіки | Чоловіки | Жінки | Жінки |
| -------- | ------- | ------- | -------- | -------- | ----- | ----- |
| одиниця  | осіб    | %       | осіб     | %        | осіб  | %     |
| все      | 10995   | 100     | 5452     | 49.59    | 5543  | 50.41 |
| міське   | 0       | 100     | 0        |          | 0     |       |
| сільське | 10995   | 100     | 5452     | 49.59    | 5543  | 50.41 |

## Сусідні гміни
Гміна Жезава межує з такими гмінами: Бжесько, Бохня, Бохня, Щурова.